# ذباب المستنقعات
ذباب المستنقعات أو فوق فصيلة الذباب سايومايزويديا (الاسم العلمي: Sciomyzoidea)، فصيلة عليا من الذباب وتنتمي إلى قسم الذباب المقنع وقسيمعديمات القلنسوة.